# El Vilaró (Gaià)
el Vilaró és una masia al nord del municipi de Gaià i a l'est de la colònia de Cal Vidal (al Bages). És un edifici civil, una masia orientada al sud-oest del tipus II de la classificació de J. Danés. És un mas de tres plantes amb construccions annexes que fan un pati d'entrada. Porta interior adovellada de mig punt que permet deduir que es realitzà una ampliació a la façana. A l'interior hi ha festejadors. Estructura molt semblant a la de mas Matamala. A l'interior de l'edifici hi ha inscripcions (1782 i 1783), però se suposa que foren ampliacions a la part posterior, doncs altres inscripcions sobre finestrals senyalen les dates de 1721 i 1748. S'ha postular que l'autor de l'edifici fou el mateix que el de Matamala, perquè l'interior dels dos edificis és gairebé idèntic. En tot cas, al fogatge de 1553 hi surt "Francesc al Vilaró".